# باريوم
الباريوم عنصر كيميائي رمزه Ba وله العدد الذري 56 في الجدول الدوري. وهو فلز أبيض فضي طري من الفلزات القلوية الترابية، تدخل أملاحه في صنع الزجاج والدهانات والألعاب النارية.
عَزَلَهُ الكيميائي البريطاني همفري دايفي عام 1808 م.

## التاريخ
عرف الكيميائيون في أوائل العصور الوسطى بعض معادن الباريوم. تم العثور على أحجار شبيهة بالحصى الملساء من الباريت المعدنية في الصخور البركانية بالقرب من بولونيا بإيطاليا، وهكذا سُميت «حجارة بولونيا». تم استقطاب الكيميائيين لدراسة المعدن لأنه بعد التعرض للضوء فإنه يظل متوهجًا لسنوات. وصف كاسكيلوراس خصائص الفسفوريت من الباريت الساخنة مع المواد العضوية في 1602.
حدد كارل فلهلم شيله أن الباريت يحتوي على عنصر جديد في عام 1774، لكنه لم يستطيع عزل الباريوم، ولم يعزل إلا أكسيد الباريوم. عزل يوهان غوتليب جاه أيضًا أكسيد الباريوم بعد عامين في دراسات مماثلة. كان يُطلق على الباريوم المؤكسد في البداية اسم «باروت» بواسطة جوتون دو مورفو، وهو الاسم الذي تم تغييره من قبل أنطوان لافوازييه إلى باريتا. لاحظ عالم المعادن الإنجليزي ويليام وييرينج أيضًا في القرن الثامن عشرمعدنًا ثقيلًا في مناجم الرصاص في كمبرلاند، المعروفة الآن بأنها أوفيرريت. تم عزل الباريوم أولاً بواسطة التحليل الكهربائي لأملاح الباريوم المنصهر في عام 1808 على يد السير همفري ديفي في إنجلترا. سمى ديفي المعدن الجديد، قياساً على الكالسيوم، واسمه «الباريوم» من مصطلح باريتا الذي يدل على العنصر المعدني. حصل كل من روبرت بنسن وأوغوستوس ماتيسن على الباريوم النقي بواسطة التحليل الكهربائي لمزيج من كلوريد الباريوم وكلوريد الأمونيوم.
كان إنتاج الأكسجين النقي في عملية برين هو تطبيق واسع النطاق لبيروكسيد الباريوم في عام 1880، قبل أن يتم استبداله بالتحلل الكهربائي والتقطير التجزيئي للهواء المسال في أوائل القرن العشرين. في هذه العملية، يتفاعل أكسيد الباريوم عند 500-600 درجة مئوية (932–1121 فهرنهايت) مع الهواء لتكوين بيروكسيد الباريوم، والذي يتحلل فوق 700 درجة مئوية (1,292 درجة فهرنهايت) عن طريق إطلاق الأكسجين.
2 BaO + O2 ⇌ 2 BaO2
تم استخدام كبريتات الباريوم لأول مرة كعامل مُظلل في التصوير بالأشعة السينية للجهاز الهضمي في عام 1908.

## أماكن تواجده واستخراجه
يتوافر الباريوم هي 0.0425٪ في القشرة الأرضية و 13 ميكروغرام / لتر في مياه البحر. يعدّ المصدر التجاري الرئيسي للباريوم هو الباريت (يُسمى أيضا الباريت أو الصاري الثقيل)، وهو معدن كبريتات الباريوم. يتواجد الباريوم مع رواسب في أجزاء كثيرة من العالم. يعدّ اليوريت مصدر تجاري آخر ولكنه أقل أهمية بكثير من الباريت. تقع أماكن التواجد الرئيسية في إنجلترا، ورومانيا، والاتحاد السوفييتي السابق.
يقدر احتياطي الباريت ما بين 0.7 و 2 مليار طن (طن). تم إنتاج أقصى قدر من الإنتاج، 8.3 مليون طن، في عام 1981، ولكن تم استخدام فقط 7-8 ٪ لمعدن الباريوم أو المركبات. ارتفع إنتاج الباريت منذ النصف الثاني من التسعينات من 5.6 مليون طن في عام 1996 ل 7.6 في عام 2005 و 7.8 في عام 2011. تمثل الصين أكثر من 50٪ من هذا الناتج، تليها الهند (14٪ في 2011)، والمغرب (8.3٪)، والولايات المتحدة (8.2٪)، وتركيا (2.5٪)، وإيران وكازاخستان. (2.6 ٪ لكل منهما).
يتم غسل الخامات الممُختلطة وسحقها وتصنيفها وفصلها عن الكوارتز. إذا كان الكوارتز متواجد في مستويات عميقة في الخام، أو الحديد أو الزنك أو محتوى الرصاص وبمستويات مرتفعة بشكل غير طبيعي، عندئذ يتم استخدام التعويم الزبدي. ينتج عن تلك العلمية الباريت النقي 98 ٪؛ يجب أن تكون النقاوة أقل من 95٪، مع الحد الأدنى من محتوى الحديد وثنائي أكسيد السيليكون.:7 ثم يتم تقليل الكربون إلى كبريتيد الباريوم::6
BaSO4 + 2 C → BaS + 2 CO2 ↑
يعدّ كبريتيد الباريوم القابل للذوبان في الماء هو نقطة البداية للمركبات الأخرى: يتفاعل الباريت مع الأكسجين فينتج الكبريت، مع حامض النيتريك والنترات، مع ثاني أكسيد الكربون فينتج الكربونات، وهكذا.::6 يمكن أن تتحلل النترات حراريًا مع معدن الباريوم بواسطة التخفيض مع الألومنيوم عند 1,100 درجة مئوية (2,010 درجة فهرنهايت).:3 يتم إنتاج المركب بين الفلزي (مركب بين فلزي) BaAl4 أولاً::6
3 BaO + 14 Al → 3 BaAl4 + Al2O3
يتفاعل BaAl4 مع أكسيد الباريوم لإنتاج المعدن. لاحظ أنه لا يتم تخفيض الباريوم.::3
8 BaO + BaAl4 → Ba ↑ + 7 BaAl2O4
يتفاعل أكسيد الباريوم المتبقي مع أكسيد الألومنيوم المشكل::3
BaO + Al2O3 → BaAl2O4
والتفاعل الكلي هو::3
4 BaO + 2 Al → 3 Ba ↑ + BaAl2O4
يتم تكثيف بخار الباريوم وتعبئته في قوالب في جو من الأرجون.::3 يتم استخدام هذه الطريقة تجاريًا، وتنتج الباريوم عالى النقاء.:4 يُباع عادة الباريوم بنسبة 99 ٪، مع الشوائب الرئيسية كونها السترونتيوم والكالسيوم (ما يصل إلى 0.8٪ و 0.25٪) وملوثات أخرى تساهم بأقل من 0.1٪.:4
يحدث تفاعل مماثل مع السيليكون عند 1200 درجة مئوية (2,190 درجة فهرنهايت) مما ينتج عنه ميتاسيليكات الباريوم.:4 لا يستخدم التحليل الكهربائي لأن الباريوم يذوب بسهولة في الهاليدات المنصهرة، مما ينتج عنه منتج غير متجانس.:4

### الأحجار الكريمة
يتواجد مع معدن الباريوم، البنتوريت (سيليكات التيتانيوم الباريوم)، وهي أحجار كريمة زرقاء نادرة للغاية، ويُعتبر جوهرة الولاية الرسمية في كاليفورنيا.

## السمية
بسبب ارتفاع تفاعل المعدن، لا تتوفر البيانات السمية إلا للمركبات. تعتبر مركبات الباريوم القابلة للذوبان سامة. تعمل أيونات الباريوم في الجرعات المنخفضة كمحفز للعضلات، وتؤثر الجرعات العالية على الجهاز العصبي، مما يسبب عدم انتظام في القلب، والهزات، والضعف، والقلق، وضيق التنفس، والشلل. قد تكون هذه السمية ناجمة عن Ba2 + التي تحجب قنوات أيونات البوتاسيوم، التي تعتبر مهمة للوظيفة الصحيحة للجهاز العصبي. تشمل الأجهزة الأخرى التي تضررت من مركبات الباريوم القابلة للذوبان في الماء (أي أيونات الباريوم) العين، والجهاز المناعي، والقلب، والجهاز التنفسي، والجلد مما يسبب، على سبيل المثال، العمى وازدواج الرؤية.
لا يعدّ الباريوم مادة مسرطنة ولا يتراكم بصورة حيوية. يمكن أن تتراكم الأتربة المستنشقة التي تحتوي على مركبات الباريوم غير القابلة للذوبان في الرئتين، مسببة حالة حميدة تسمى الباريتوس. تُصنّف الكبريتات غير القابلة للذوبان غير سامة ولا تصنف كسلع خطرة في لوائح النقل.:9
ولتجنب حدوث تفاعل كيميائي قوي محتمل، يتم الاحتفاظ بمعدن الباريوم في جو الأرغون أو تحت الزيوت المعدنية. يعدّ التعرض للهواء خطير وقد يسبب الاشتعال. يجب تجنب تعرض الباريوم للرطوبة، والاحتكاك، والحرارة، والشرارة، والنيران، والصدمات، والكهرباء الساكنة، والتعرض للأكسدة والأحماض. يجب أن يكون أي شيء يمكن أن يتعامل مع الباريوم مؤرضًا كهربائيًا. ويجب على أي شخص يعمل مع المعدن أن يرتدي أحذية غير مسبوقة التنظيف، وملابس مطاطية مقاومة للهب، وقفازات مطاطية، ومئزر، ونظارات واقية، وقناع غاز. كما يُمنع التدخين في منطقة العمل. وينبغي الاعتسال بشكل كلي بعد التعامل مع الباريوم.

## روابط خارجية
- Barium at The Periodic Table of Videos (University of Nottingham)
- Elementymology & Elements Multidict
- 3-D Holographic Display Using Strontium Barium Niobate